# طابع بريد أبحاث سرطان الثدي
طابع بريد أبحاث سرطان الثدي هو طابع شبه بريدي وغير مقوّم، نُشر بواسطة هيئة البريد الأمريكية في عام 2011 كان سعره أعلى ب 11 سنتًا من المعدل الطبيعي لطابع بريد من الطبقة الأولى. تجمع هيئة البريد الأمريكية تلك الزيادة عن طابع الدرجة الأولى وتعطيها إلى معاهد الصحة الوطنية الأمريكية وقسم الدفاع لأجل أبحاث سرطان الثدي. إذا استخدم شخص ما هذا الطابع فقط يوميًا ولمدة سنة فسيكون قد تبرع ب40 دولارًا أمريكيًا.
صدر طابع بريد أبحاث سرطان الثدي الخاص بهيئة البريد الأمريكية في الأصل عام 1997 ، وأعاد الكونغرس الأمريكي ترخيصه عدة مرات. الرعاة الأصليون لمشروع القانون كانوا أعضاء مجلس الشيوخ الأمريكي 
- (فاينشتاين - Feinstein) (الحزب الديموقراطي - ولاية كاليفورنيا)
- (ألفونس داماتو -  Alfonse D’Amato) (الحزب الجمهوري – ولاية نيويورك)
- (لوتش فيركلوث - Lauch Faircloth) (الحزب الجمهوري – ولاية نورث كارولاينا)
- ممثلي الولايات المتحدة (فيك فازيو - Vic Fazio) (الحزب الديموقراطي – ولاية كاليفورنيا) و(سوزان موليناري - Susan Molinari) (الحزب الجمهوري – ولاية نيويورك)
- جراح سرطان الثدي (ارني بوداي -  Ernie Bodai)
- الناجية من سرطان الثدي والمناصرة للقضاء عليه (بيتسي مولن - Betsy Mullen)
- المناصر للقضاء على سرطان الثدي الذي فقد زوجته الأولى بسببه (ديفيد غودمان - David Goodman).

قيادة جهود الدعوة الشعبية بالشراكة مع عضو مجلس الشيوخ الأمريكي (فينشتاين - Feinstein) وحلفاؤها أدت إلى إنشاء وإصدار هذا الطابع التاريخي المصمم لإنقاذ الأرواح.
النجاح الضخم لطابع أبحاث سرطان الثدي هو مثال على النزعة الاستهلاكية الأخلاقية في التسويق القائم على قضية، و الذي فيه يستبدل الشخص عملية الشراء والاستهلاك فقط بالشراء مع تبرع صغير، لصنع تبرع كبير ومؤثر.

## نبذة تاريخية
في عام 1996، أصدرت هيئة البريد الأمريكية طابعًا للتوعية بسرطان الثدي (طابع الشريط الوردي بسعر الدرجة الأولى الساري آنذاك وهو 32 سنتًا) ولم يبع بشكل جيد.
كانت فكرة طابع أبحاث سرطان الثدي من ابتكار الدكتور إيرني بودي، وهو جراح متخصص في علاج سرطان الثدي. ففي عام 1997، تقدم بشكوى إلى هيئة البريد الأمريكية بشأن تسعير طابع بريد ببضعة بنسات فوق السعر العادي، مع استخدام البنسات الإضافية في أبحاث سرطان الثدي. ولكن رفض طلبه.
الدكتور بودي هو طبيب جراح في مؤسسة كايزر بيرمانينت يجري عمليات استئصال الورم واستئصال الثدي للنساء المصابات بسرطان الثدي. وكانت بيتسي مولين هي إحدى الناجيات من سرطان الثدي ومناصرة لهُ، وهي مؤسسة برنامج WIN Against Breast Cancer وبرنامج Breast Buddy Breast Care Program. أنفق الدكتور بودي وبيتسي مولين وديفيد جودمان أموالهم ووقتهم في الضغط من أجل الحصول على موافقة الكونجرس الأمريكي على طابع أبحاث سرطان الثدي. بدأ الدكتور بودي لاحقًا بانشاء منظمة غير ربحية تسمى Cure Breast Cancer Inc. لجمع الأموال لجذب الانتباه إلى طابع أبحاث سرطان الثدي وقضية سرطان الثدي.
في عام 1995، أرفق النائب مايكل فوربس من نيويورك في لجنة التخصيصات التابعة لمجلس النواب الأمريكي، والخزانة، واللجنة الفرعية البريدية، بمشروع قانون الإنفاق السنوي فقرة تلزم هيئة البريد الأمريكية بإنشاء طابع بريد خاص بأبحاث سرطان الثدي. وكان من المقرر تخصيص العائدات التي تفوق تكلفة الطابع شبه البريدي (لجمع التبرعات) لأبحاث سرطان الثدي.
في عام 1998، قام أعضاء مجلس الشيوخ الأمريكي ديان فينشتاين وألفونس داماتو ولاوش فيركلوث والنائب فيك فازيو برعاية تشريع في الكونغرس الأمريكي لإنشاء طابع بريد ohw حيث يذهب جزء من عائدات بيعهِ إلى أبحاث سرطان الثدي، مما أدى إلى إنشاء طابع أبحاث سرطان الثدي. نص التشريع على أن 70% من الأموال التي تجمع ستذهب إلى المعهد الوطني للسرطان (NCI) و30% ستذهب إلى برنامج أبحاث سرطان الثدي التابع لوزارة الدفاع.
طلبت هيئة البريد الأمريكية من المديرة الفنية إثيل كيسلر من بيثيسدا بولاية ماريلاند، وهي نفسها ناجية من سرطان الثدي، تصميم الطابع الجديد. اتصلت كيسلر بالرسامة ويتني شيرمان من بالتيمور لإنشاء العمل الفني للطابع. أثناء إدارة المشروع، مع ردود الفعل من مجلس استشاري لتصميم البريد، ناقشت كيسلر مع شيرمان الموضوعات التي يجب أن يصورها الطابع، مثل القوة والشجاعة، وإظهار امرأة غامضة عرقيًا. كانت شيرمان هي التي توصلت إلى حل استخدام أرتميس، صورة إلهة الصيد اليونانية، وحامية النساء، لترمز إلى مكافحة سرطان الثدي. صورت الصيادة الأنثى وهي تمد يدها إلى سهم، لترمز إلى أنها تحمي النساء من الأذى وتقليد الموقف الذي تتخذه النساء أثناء فحص الثدي. رسم شيرمان عبارة عن رسم خطي أسود للشخصية الأنثوية على حقل ألوان تجريدي نابض بالحياة. من الناحية الطباعية، تضمنت رسالة كيسلر عبارات مثل "تمويل القتال" و"البحث عن علاج" والتي توضح المكان الذي يجب أن يكون فيه الثدي الصحيح.
في 29 يوليو 1998، صدر طابع أبحاث سرطان الثدي في حفل أقيم في البيت الأبيض استضافته السيدة الأولى هيلاري كلينتون مع المدير العام للبريد ويليام أندرسون ، والسيناتور ديان فاينستاين، والنائب فيك فازيو، وبيتسي مولن.
كان سعر الطابع في الأصل 40 سنتًا؛ وكان سعر الطابع العادي من الدرجة الأولى 34 سنتًا في ذلك الوقت. ويتبرع بمبلغ يعادل 70 بالمائة من الأموال المجمعة إلى المعهد الوطني للسرطان و30 بالمائة إلى برنامج أبحاث سرطان الثدي التابع لوزارة الدفاع. وحتى مايو 2006، تبرع بحوالي 35.2 مليون دولار أمريكي إلى المعهد الوطني للسرطان وجمعت وزارة الدفاع 15.1 مليون دولار أمريكي.
وصف أعضاء مجلس الشيوخ الأميركي ديان فاينستاين وألفونس داماتو والنائب عن نيويورك فيك فازيو، الذين دافعوا عن طابع أبحاث سرطان الثدي في الكونغرس الأمريكي، إعادة إصدار طابع أبحاث سرطان الثدي بأنه "خبر جيد في مكافحة سرطان الثدي". كان من المقرر في الأصل إصداره لفترة محدودة، ثم مدد عدة مرات بموجب قوانين الكونغرس الأمريكي، حيث سيستمر أحدث تشريع لإعادة الترخيص حتى 31 ديسمبر 2015.
منذ طرح طابع أبحاث سرطان الثدي للبيع لأول مرة في 29 يوليو 1998[، وحتى نوفمبر 2011، حيث باعت هيئة البريد الأمريكية أكثر من 924 مليون طابع، وجمعت ما يقرب من 72 مليون دولار لأبحاث سرطان الثدي في المعاهد الوطنية للصحة ووزارة الدفاع. تبلغ تكلفة طابع أبحاث سرطان الثدي حاليًا 75 سنتًا ويعتبر صالحًا كطابع من الدرجة الأولى بقيمة 58 سنتًا. يوجه المبلغ الباقي 17 سنتًا الإضافية التي تحصل مقابل كل طابع بريد (لجمع التبرعات) إلى برامج الأبحاث في المعاهد الوطنية للصحة، والتي تتلقى 70 بالمائة من العائدات الصافية، وبرامج أبحاث سرطان الثدي التابعة لوزارة الدفاع، والتي تتلقى النسبة المتبقية البالغة 30 بالمائة من العائدات الصافية.
يعرض طابع أبحاث سرطان الثدي من خلال خدمة البريد الأمريكية كبديل لطابع البريد من الدرجة الأولى. يعد شراء الطابع وسيلة مريحة وطوعية للمساهمة في مكافحة سرطان الثدي. أقر الكونغرس الأمريكي "قانون القضاء على سرطان الثدي لعام 1997" واصدر طابع أبحاث سرطان الثدي لأول مرة في 29 يوليو 1998، ليصبح أول طابع لجمع التبرعات في البلاد.
في عام 2014، أعيد إصدار الطابع مع تاريخ ذلك العام أسفل "الولايات المتحدة الأمريكية"، بدلاً من "1998" على الجانب. وبالتالي، هناك نوعان من طابع أبحاث سرطان الثدي، مدرجان بشكل منفصل في دليل سكوت باسم "B1" و"B5". مثل بعض الطوابع الأخرى خلال الفترة 2012-2016، أصدرت هيئة البريد طابع آخر عام 2014 مرتين، مع وبدون قطع، وهو أمر أقل شيوعًا. وهذا جعل الأخير نوعًا ما غير مثقوب.